# أبلق فارسي
أبلق فارسي (الاسم العلمي:Oenanthe persica) (بالإنجليزية: Iranian mourning wheatear)‏ هي نوع من الطيور يتبع جنس الأبلق من الفصيلة صائدات الذباب.